# Crematogaster apicalis
Crematogaster apicalis es una especie de hormiga acróbata perteneciente a la tribu Crematogastrini, de la subfamilia Myrmicinae, orden Hymenoptera.
Fue descrita por Motschoulsky en 1863. Aparece registrada y publicada en una sección de Bulletin De La Société Impériale Des Naturalistes De Moscou, 36(3). p. 1–153 de 1863.

## Distribución
Se distribuye por Asia, en Sri Lanka.